# Maria Sarnecka-Keller
Maria Sarnecka-Keller (ur. 23 kwietnia 1925 w Błażowej, zm. 3 lipca 1984 w Krakowie) – polska biochemik, profesor i prorektor Uniwersytetu Jagiellońskiego.

## Życiorys
Córka Teodora i Heleny z Michoniów. Całe życie związała z Krakowem. W 1942 ukończyła dwuletnie kursy przygotowawcze do wyższych szkół zawodowych, następnie uzyskała dyplom technika chemika w Państwowej Szkole dla Chemików. Równocześnie brała udział w tajnych kompletach przy VII Gimnazjum i Liceum, gdzie w 1945 odebrała świadectwo dojrzałości. Po dalszych pięciu latach została magistrem filozofii w zakresie chemii na Wydziale Matematyczno-Przyrodniczym Uniwersytetu Jagiellońskiego. Tematem jej pracy magisterskiej była chromatografia potencjometryczna. Karierę zawodową rozpoczęła jeszcze w czasie studiów, gdy w 1949 zaczęła pełnić funkcję asystentki w Zakładzie Chemii Fizjologicznej Wydziału Lekarskiego UJ (od 1950 Akademia Medyczna); dwa lata później awansowała na stanowisko starszej asystentki, a w 1955 została adiunktem.
W 1961 otrzymała tytuł doktora nauk przyrodniczych na Wydziale Matematyczno-Fizyczno-Chemicznym UJ po obronie dysertacji pt. „Struktura peptydowa kwasów proteinowych”. Praca, napisana pod kierunkiem Bolesława Skarżyńskiego, została opublikowana w ósmym numerze „Acta Biochemica Polonica” (1961). Zdobywszy stypendium Światowej Organizacji Zdrowia, w 1958 zatrudniona była przez pół roku w pracowni Hugo Theorella w sztokholmskim Instytucie Karolinska. Od 1963 wykładała biochemię na Wydziale Biologii i Nauk o Ziemi UJ. Praca pt. „Peptydy moczu i osocza krwi” zapewniła jej w 1964 habilitację w krakowskiej Akademii Medycznej. W 1965, już jako docent, powróciła do UJ i we współpracy z Ignacym Reiferem powołali do życia Katedrę Biochemii i Biofizyki. W latach 1972–1977 piastowała stanowisko dyrektora Instytutu Biologii Molekularnej, którą to jednostkę współtworzyła z Janem Zurzyckim. Działającym w ramach tego Instytutu Zakładem Biochemii Zwierząt kierowała do śmierci. W 1973 otrzymała tytuł profesora nadzwyczajnego nauk przyrodniczych. Przez trzy kolejne lata od 1981 była prorektorem UJ, co uczyniło ją pierwszą kobietą na tym stanowisku w ponad sześćsetletniej historii uniwersytetu. Rozpoczęte 30 maja 1979 postępowanie o nadanie jej tytułu profesora zwyczajnego przerwała śmierć uczonej.
Głównymi zagadnieniami badawczymi, jakimi zajmowała się w pracy naukowej, były właściwości fizykochemiczne i fizjologiczna rola peptydów, glikopeptydów i glikoprotein płynów ustrojowych oraz funkcji błoniastych struktur komórkowych hepatocytów i ich zmian w przebiegu cukrzycy. Jej działalność badawcza wpłynęła na efektywniejsze rozpoznawanie i leczenie wczesnych faz tej choroby. Brała udział w polskich równoległych badaniach morfologicznych i biochemicznych aparatu Golgiego. Zajmowała się również historią chemii i biochemii. Publikowała liczne prace, artykuły, również o charakterze popularnonaukowym, podręczniki i skrypty. Pod jej kierunkiem stopień naukowy doktora uzyskało 8 osób. Kierowała dwoma zakończonymi przewodami habilitacyjnymi.
Sarnecka-Keller należała do Komitetu Biochemii i Biofizyki Polskiej Akademii Nauk, Komisji Biologicznej i Komisji Ochrony Zdrowia Społecznego Krakowskiego Oddziału PAN oraz Zarządu Głównego Polskiego Towarzystwa Biochemicznego, Komisji Historii Chemii i Polskiego Towarzystwa Chemicznego. Zainicjowała i redagowała serię Biologii Molekularnej „Zeszytów Naukowych UJ”. Zasiadała w Komitecie Redakcyjnym Monografii Biochemicznych, publikowanych przez Polskie Towarzystwo Biochemiczne, i Radzie Sekcji Chemicznej dla Szkół Ogólnokształcących Krakowskiego Ośrodka Metodycznego. W 1980 weszła w skład Prezydium Komisji Uczelnianej Niezależnego Samodzielnego Związku Zawodowego „Solidarność”. Na przełomie 1981 i 1982 utworzyła Uniwersytet Trzeciego Wieku przy UJ. Za swoją działalność otrzymała m.in. Krzyż Kawalerski Orderu Odrodzenia Polski i honorowy tytuł Zasłużonego Nauczyciela PRL.
W 1954 poślubiła Czesława Kellera. Nie miała dzieci. Pochowana została na cmentarzu Rakowickim.